# Barry Dierks
Pour les articles homonymes, voir Dierks.
Barry Dierks, né en 1899 à Pittsburgh (Pennsylvanie), mort le 20 février 1960, est un architecte américain dans la lignée du Mouvement moderne.
Il est actif en France de 1925 aux années cinquante, principalement sur la Côte d'Azur.

## Biographie
Fils de W.C. Dierks, directeur général du constructeur de pianos C. C. Mellor, Barry Dierks poursuit des études d'architecture au Carnegie Institute of Technology de Pittsburgh, dont il obtient le diplôme en 1921. Il vient parfaire sa formation en France, à l'École des beaux-arts de Paris, dans l'atelier de Léon Jaussely.
Le besoin d'assurer son séjour l'amène à accepter un petit emploi à la banque Choillet. Il y fait la connaissance du directeur, le colonel Eric Sawyer, ancien officier de l'armée britannique, qui devient son amant et le compagnon de sa vie. En 1925, le couple décide de partir s'installer dans le Midi de la France. Soigneusement réfléchie, cette décision s'appuie sur la profession de Dierks et la demande croissante de maisons de plaisance dans une région où une riche clientèle fait construire, parmi laquelle de nombreux Anglo-Saxons.
À Théoule-sur-Mer, dans les Alpes-Maritimes, ils découvrent un terrain de 6 000 m2 isolé sur une presqu'île privée de la pointe de l'Esquillon, avec une crique et une plage inaccessibles, où ils construisent leur maison, la villa Le Trident. Cette première réalisation est remarquée par les amis d'Eric, héritier d'une riche famille anglaise, et devient l'enseigne du savoir-faire de Dierks.
Entre 1925 et 1960, année de la mort de Barry Dierks, plus d'une centaine de commandes — conceptions de villas mais aussi réaménagements et agrandissements de villas existantes — sont dénombrées. La clientèle, composée d'aristocrates, d'artistes et de chefs d'entreprise, semble s'être faite essentiellement de bouche à oreille, Barry Dierks et son compagnon participant activement à la vie mondaine de la Côte.
Dans les réalisations de Dierks, cette clientèle riche et cultivée trouve la réponse à son souhait d'une modernité sobre, sans excès. L'architecte leur élève des édifices élégants et fonctionnels, d'où les points de vue sur le paysage et la lumière méditerranéenne sont savamment mis en valeur.
Durant la Seconde Guerre mondiale, Barry Dierks mène des opérations humanitaires avant de quitter la région et Eric Sawyer s'engage dans la Résistance. En 1946, le général Georges Catroux leur marque sa considération, à cet égard, avec une mention élogieuse sur le livre d'or du Trident.
En 1956, Barry Dierks est amputé d'une jambe à la suite d'une maladie. Il meurt le 20 février 1960, Eric Sawyer lui survit jusqu'en 1985.

## Réalisations
Selon une étude publiée en 2004, 102 chantiers menés par Dierks sont répertoriés. Parmi ces commandes, 66 émanent de clients anglo-saxons, 25 de français. Près du quart des maisons sont construites pour des aristocrates,.
Le tableau suivant propose une liste non exhaustive de travaux réalisés par Barry Dierks :
| Date | Nom                    | Commanditaire               | Adresse                                               | IGPC          |
| ---- | ---------------------- | --------------------------- | ----------------------------------------------------- | ------------- |
| 1925 | Villa Le Trident       | Barry Dierks                | 8, impasse Renoir, Théoule-sur-Mer                    |               |
| 1927 | Villa La Mauresque     | Somerset Maugham            | 52, boulevard du Gal-de-Gaulle, Saint-Jean-Cap-Ferrat | n° IA06000981 |
| 1928 | Villa La Reine Jeanne  | Paul-Louis Weiller          | Hameau de Cabasson, Bormes-les-Mimosas                |               |
| 1930 | Villa Saint-Ange       | Hedwige d’Ursel             | Le Brusc, Six-Fours-les-Plages                        | n° IA83000435 |
| 1932 | Château de l'Horizon   | Maxine Elliott              | Route du Bord-de-mer, Golfe-Juan, Vallauris           |               |
| 1932 | Domaine de L'Oustaroun | Marquise de Brantes         | 763, chemin des Salles, Vence                         |               |
| 1932 | Villa Les Aspres       | Marquise de Ganay           | Grasse                                                |               |
| 1933 | Manoir Eden Roc        | Marquis de Cholmondeley     | Golfe-Juan                                            |               |
| 1936 | Villa Lilliput         | Amiral-comte Antoine Sala   | 40, boulevard James-Wyllie, Antibes                   | n° IA06001101 |
| 1937 | Villa Lou Vieï         | Herman Rogers               | 10 bis, ancien chemin de Vallauris, Cannes            | n° IA06000561 |
| 1937 | Villa Zéro             | Mrs Grant Milnes            | 416, chemin de la Mosquée, Antibes                    | n° IA06001165 |
| 1937 | Villa Sous le Vent     | Mrs Sidney Allen            | impasse Félix, Antibes                                | n° IA06001166 |
| 1937 | Mas de Terrafial       | Frederick Price             | 3, avenue Ziem, Cannes                                | n° IA06000364 |
| 1937 | Villa Tanah Merah      | George Benjamin Edward Keun | 64, avenue des Pins, Antibes                          | n° IA06001245 |
| 1937 | Villa Le Beaurevoir    | Diarmid Campbell-Johnson    | 450, avenue Mrs.-L.-D.-Beaumont, Antibes              | n° IA06001174 |
| 1938 | Pavillon de bains      | M et Mme Boissevain         | 365, chemin de la Mosquée, Antibes                    | n° IA06001175 |
| 1938 | Villa Aujourd'hui      | Mrs Audrey Chadwick         | 1546, boulevard Maréchal-Juin, Antibes                | n° IA06001178 |
| 1939 | Villa Ad Astra         | Général Catroux             | 13, avenue Ziem, Cannes                               | n° IA06000365 |
| 1939 | Villa La Cassine       | Comte Damien de Martel      | 112 bis, boulevard Francis-Meilland, Antibes          | n° IA06001187 |
| 1940 | Villa Casa Lauretta    | Grace Moore                 | Mougins                                               |               |
| 1940 | Villa Casa Estella     | Mrs Aubrey Cartwright       | impasse Félix, Antibes                                | n° IA06001164 |
| 1940 | Villa Aigue-Marine     | Howard Wilcox               | 490, chemin de la Mosquée, Antibes                    | n° IA06001236 |
| 1940 | Villa Patenôtre        | Raymond Patenôtre           | 38, boulevard Montfleury, Cannes                      | n° IA06000568 |
| 1940 | Clos de la Garoupe     | Lord et Lady Norman         | 1311, chemin de la Garoupe, Cap d'Antibes             | n° IA06001210 |
| 1950 | Villa Le Clocher       | Lord et Lady Norman         | 1472, chemin de la Garoupe, Antibes                   | n° IA06001154 |
| 1950 | Cottage d'Eilenroc     | Mr et Mrs Beaumont          | 460, avenue Mrs L-D Beaumont, Antibes                 | n° IA06001161 |
| 1951 | Villa Hier             | Anthony Edgar Somers        | 374, avenue Mrs L-D Beaumont, Antibes                 | n° IA06001173 |
| 1952 | Villa La Folie         | Willoughby Norman           | chemin de la Croé, Cap d'Antibes                      | n° IA06001211 |
| 1952 | Cottage de la Garoupe  | Lord et Lady Norman         | 1530, chemin de la Garoupe, Cap d'Antibes             | n° IA06001153 |
| 1956 | Villa Piccola Bella    | Mme G.L.P. Woodward         | 122, avenue de Vallauris, Cannes                      | n° IA06000628 |
| 1958 | Villa Moschetti        | Joseph Moschetti            | 18, rue Boucicaut, Cannes                             | n° IA06000620 |
| 1960 | Villa du Bord de mer   | Lord et Lady Norman         | 1472, chemin de la Garoupe, Antibes                   | n° IA06001221 |
|      | Château de Monteux     | Raymond Patenôtre           | 145, boulevard J-F-Kennedy, Cap d'Antibes             | n° IA06001168 |